# Провіденс (Нью-Йорк)
Провіденс (англ. Providence) — місто (англ. town) в США, в окрузі Саратога штату Нью-Йорк. Населення — 2075 осіб (2020).

## Демографія
Згідно з переписом 2010 року, у місті мешкало 1995 осіб у 766 домогосподарствах у складі 552 родин. Було 1056 помешкань
Расовий склад населення:
| - 97,4 % — білих - 0,7 % — чорних або афроамериканців - 0,3 % — азіатів |

До двох чи більше рас належало 1,2 %. Частка іспаномовних становила 1,9 % від усіх жителів.
За віковим діапазоном населення розподілялося таким чином: 23,3 % — особи молодші 18 років, 65,9 % — особи у віці 18—64 років, 10,8 % — особи у віці 65 років та старші. Медіана віку мешканця становила 42,3 року. На 100 осіб жіночої статі у місті припадало 111,1 чоловіків;  на 100 жінок у віці від 18 років та старших — 104,3 чоловіків також старших 18 років.
Середній дохід на одне домашнє господарство  становив 84 197 доларів США (медіана — 66 458), а середній дохід на одну сім'ю — 87 854 долари (медіана — 76 842). Медіана доходів становила 52 069 доларів для чоловіків та 40 000 доларів для жінок. За межею бідності перебувало 7,1 % осіб, у тому числі 6,6 % дітей у віці до 18 років та 8,3 % осіб у віці 65 років та старших.
Цивільне працевлаштоване населення становило 1137 осіб. Основні галузі зайнятості: освіта, охорона здоров'я та соціальна допомога — 26,6 %, будівництво — 15,3 %, роздрібна торгівля — 14,0 %.